# Condado de Decatur (Tennessee)
El condado de Decatur (en inglés: Decatur County, Tennessee), fundado en 1845, es uno de los 95 condados del estado estadounidense de Tennessee. En el año 2000 tenía una población de 11.731 habitantes con una densidad poblacional de 14 personas por km². La sede del condado es Decaturville.

## Geografía
Según la Oficina del Censo, el condado tiene un área total de 893 km² (344,8 mi²), de la cual 865 km² (334 mi²) es tierra y 29 km² (11,2 mi²) es agua.

### Condados adyacentes
- Condado de Benton norte
- Condado de Perry este
- Condado de Wayne sureste
- Condado de Hardin sur
- Condado de Henderson oeste
- Condado de Carroll noroeste

## Demografía
En el 2000 la renta per cápita promedia del condado era de $28,741, y el ingreso promedio para una familia era de $34,919. El ingreso per cápita para el condado era de $17,285. En 2000 los hombres tenían un ingreso per cápita de $25,945 contra $20,155 para las mujeres. Alrededor del 16.00% de la población estaba bajo el umbral de pobreza nacional.

## Lugares

### Ciudades y pueblos
- Decaturville
- Parsons
- Scotts Hill